# Кита Бицевска
Кита Бицевска (на македонска литературна норма: Кита Бицевска) е славистка от Северна Македония.

## Биография
Родена е на 10 февруари 1946 година в светиниколското село Малино, тогава във Федеративна народна република Югославия. Завършва основно училище и гимназия в Свети Никола в 1965 година и славистика в Скопския университет в 1969 година. Получава магистърска степен с тезата „Езикови особености на Карпинския апостол“ (Јазичните особености на Карпинскиот апостол) в 1977 година, а в 1991 година защитава докторска дисертация „Правописни и фонетични особености в македонските ръкописи от Северна Македония от XIII и XIV век“ (Правописни и фонетски особености во македонските ракописи од Северна Македонија од XIII и XIV век). От 1970 до 1988 година работи в Института за македонски език „Кръсте Мисирков“, а след това се прехвърля във Филологическия факултет на Скопския университет като редовен професор по граматика на съвременния руски речник и въведение в славистиката.